# Зеленцов, Геннадий Васильевич
Генна́дий Васи́льевич Зеленцо́в (10 декабря 1920 — 31 октября 1991) — советский моряк, участник Великой Отечественной войны. В составе экипажа подводной лодки С-13 участвовал в потоплении немецкого судна «Вильгельм Густлов».

## Биография

### Юность
Геннадий Зеленцов родился 10 декабря 1920 года в селе Княгинино (Нижегородская область) в крестьянской семье. В 1923 году после смерти родителей он был направлен в Поповский сиротский дом, затем переведен в Макарьевский детский дом. В 1934 году Зеленцов поступил в ФЗУ № 2 г. Горького. С 1936 по 1940 год он работал на Горьковском автозаводе и одновременно учился на вечернем отделении строительного техникума.

### На фронтах Великой Отечественной войны
Осенью 1940 году Геннадий Васильевич был призван в Красную Армию. Его направили в Ленинград, в Краснознамённый учебный отряд подводного плавания. В июне 1941 года обучение закончилось, Зеленцов ждал назначения на подводную лодку для дальнейшего прохождения службы. Но началась Великая Отечественная война. Из курсантов-подводников сформировали два батальона и направили в 6-ю бригаду морской пехоты. Батальон, в который Зеленцов был зачислен стрелком, разместили в селе Котлы (Ленинградская область) для охраны военного аэродрома. 18 августа 1941 года батальон морских пехотинцев перебросили к Лужским укреплениям. Ночью с 18 на 19 августа 1941 года в районе села Мали Зеленцов впервые участвовал в боевых действиях. Морские пехотинцы, несмотря на численное превосходство противника, смогли отбросить фашистов от сел Мали, Ополье и Алексеево.
В сентябре 1941 года батальон, в котором служил Геннадий Васильевич, перебросили под Красное Село (Ленинградская область). Из батальона сформировали роту, пополнив её за счёт списанных с подлодок матросов. За двое суток боёв под Красным Селом моряки отбили девять танковых атак противника, поддержанных авиацией. В конце октября 1941 года бригада морской пехоты, в которой служил Зеленцов, была направлена на укрепление Волховского фронта, где разворачивались бои за Волховстрой и Тихвин. В ноябре 1941 года Зеленцов был тяжело ранен. После излечения в госпитале города Кирова Геннадий Васильевич вернулся на фронт.
В апреле 1942 года Зеленцов был назначен рулевым-сигнальщиком на подводную лодку Щ-303 (командир И. В. Травкин), затем переведен на С-13 (командир А. И. Маринеско). 30 января 1945 года в составе экипажа подводной лодки С-13 Зеленцов Г. В. принимал участие в уничтожении немецкого судна «Вильгельм Густлов».

### Послевоенные годы
В 1947 году Геннадий Васильевич демобилизовался и приехал в г. Горький. В 1952 году он окончил кораблестроительный факультет Горьковского института водного транспорта. С 1952 по 1954 гг. работал инженером-конструктором на Лиепайском судоремонтном заводе № 2 ВМС. С 1954 по 1973 гг. Зеленцов работал в городе Горьком в Центральном Конструкторском бюро «Вымпел». В мае 1973 года Геннадий Васильевич получил 2-ю группу инвалидности и ушёл с работы. Он вёл большую военно-патриотическую работу в школах Горького, Ленинграда и Одессы, принимал активное участие в деятельности ветеранских организаций Горьковской области.
Последние годы жизни Зеленцов писал воспоминания о Великой Отечественной войне (опубликованы в 1997 году № 6-8 журнала «Нижний Новгород»). Умер Геннадий Васильевич 31 октября 1991 года.

## Награды
- два ордена Красной Звезды;
- два ордена Отечественной войны;
- медали «За отвагу», «Адмирал Ушаков», «За оборону Ленинграда», «За победу над Германией в Великой Отечественной войне 1941—1945 гг.»